# Phlox mexicana
Phlox mexicana är en blågullsväxtart som beskrevs av Edgar Theodore Wherry. Phlox mexicana ingår i släktet floxar, och familjen blågullsväxter. Inga underarter finns listade i Catalogue of Life.